# Anna de Frey
Anna Alida de Frey (auch: Aletta de Freij oder Vrij, Anna Pootmann; * September 1768; in Amsterdam; † 1808 in Mannheim) war eine niederländische Zeichnerin, Kopistin und Malerin.

## Leben und Werk

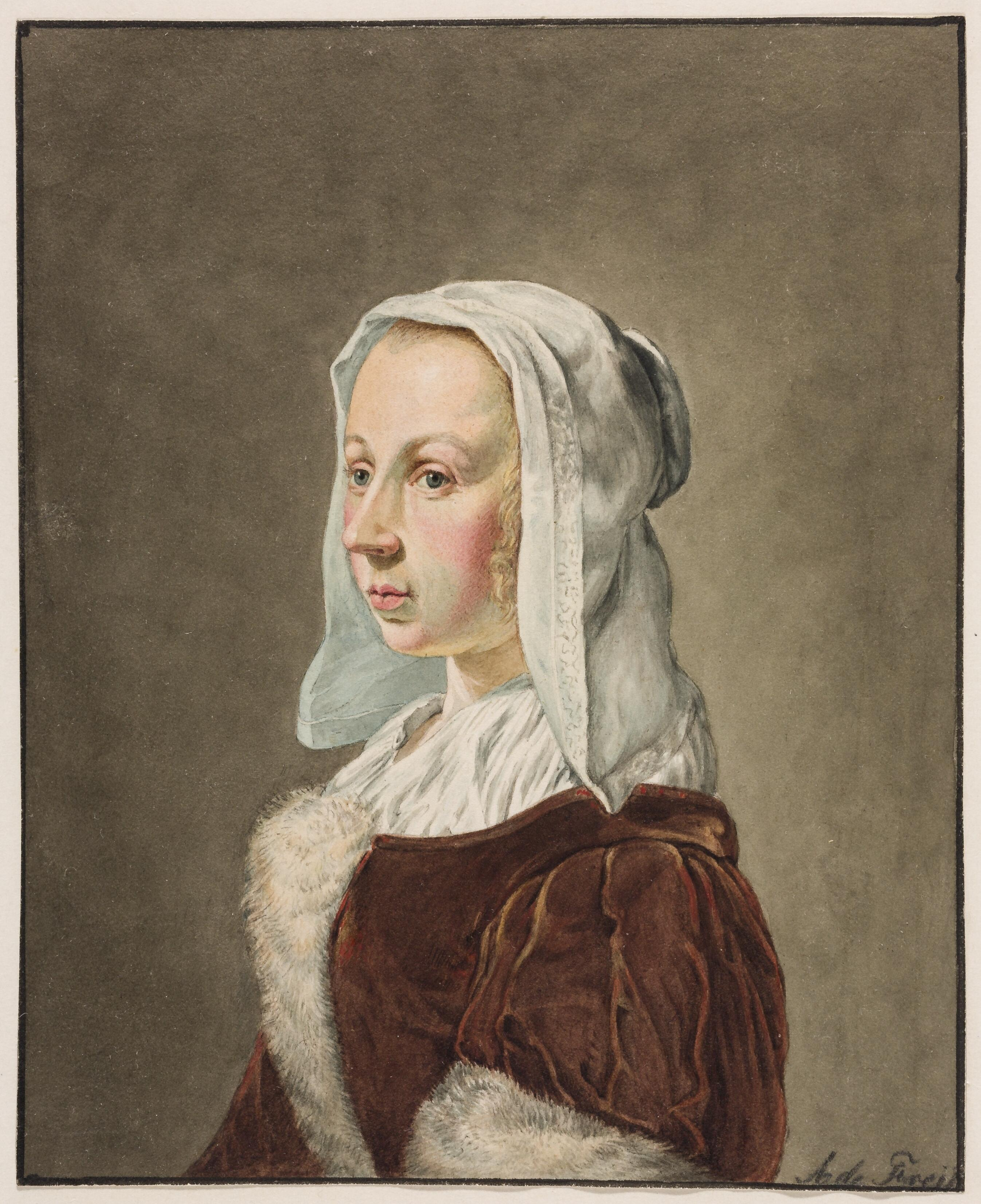
Porträt von Cunera (Kniertje) van der Cock (1630–1681) von Aletta de Freij (nach Frans van Mieris)

Anna Alida de Frey wurde im September 1768 als zweites von fünf Kindern in eine römisch-katholische Familie in Amsterdam geboren und am 24. September in Amsterdam getauft. Ihre Mutter war Susanna Helena Goders (1737–1800), ihr Vater Gerrit Ludolf de Vrij (1737–1800/04). Gemeinsam mit ihrem jüngeren Bruder, Johannes Pieter de Frey (* 1. Januar 1770; † 1834), erhielt sie Zeichenunterricht bei dem Brügger Genremaler und Kopisten Jacobus Johannes Lauwers, den ihre zwei Jahre ältere Schwester 1788 heiratete. Am 23. April 1804 heiratete de Frey in Sloterdijk (Amsterdam) den etwa gleichaltrigen Gerhard Pootmann, der wohl aus Duisburg stammte und zog mit diesem nach Mannheim. Nach ihrem Umzug nach Mannheim ist biografisch nichts weiter über sie bekannt. Sie starb dort 1808.
De Frey gab Zeichenunterricht und galt als geschickte Kopistin von Werken der Maler Jan Steen, Gabriël Metsu und Emanuel de Witte, wobei sie Genreszenen und Interieurs als Aquarelle ausführte. Zeitgenössische Lexika und Biographen sprachen ihr dabei Geschicklichkeit und Erfolg zu; ihre Werke seien in mehreren Kunstsammlungen zu finden. Als Museen, die ihre Gemälde in ihren Sammlungen führen, werden das Städelsches Kunstinstitut, die Albertina in Wien und das Stadtmuseum Danzig genannt, ein Staedel-Katalog von 1835 nannte ein Werk Zwei mit Nähen beschäftigte Frauen und ein Kind von 1786. Auf Auktionen wurden vereinzelt auch einige Ölgemälde von ihr versteigert.

## Werke in öffentlichen Sammlungen
- Boerenjongen wijzend met de rechterhand; Aquarell/Zeichnung, Rijksmuseum, Amsterdam, Inv.-Nr. RP-T-1954-268[7]
- Junge Frau mit Fisch am Teller und zudringlicher Alter (Ungleiches Paar);  Aquarell, Albertina, Wien, Inv.-Nr. 10845[8]
- Porträt von Cunera (Kniertje) van der Cock nach Frans van Mieris d. Ä.; Aquarell, RKD – Nederlands Instituut voor Kunstgeschiedenis, Inv.-Nr. 201982[9]
- Holländischer Markt, ein Bauer bietet einer Frau ein Huhn zum Kauf an nach Jan Steen; Gouache auf Vergépapier, Städelsches Kunstinstitut, Inv.-Nr. 4487[10]
- Drei zechende Bauern nach Cornelis Pietersz. Bega; Gouache auf Vergépapier, Städelsches Kunstinstitut, Inv.-Nr. 4489[11]
- Interieur mit stillender Mutter nach Cornelis Pietersz. Bega; 1787, Gouache auf Vergépapier, Städelsches Kunstinstitut, Inv.-Nr. 4488[12]